# Медитеранска кухиња
Медитеранска кухиња је храна и начин припремања хране који користе становници Медитерана. Идеја о медитеранској кухињи потиче од кулинарске књиге Елизабет Дејвид, Књига о медитеранској храни (1950) и даље је развијана од стране других писаца и публициста.
Многи аутори дефинишу три основна елемента кухиње као маслину, пшеницу и грожђе, односно маслиново уље, хлеб и тестенину и вино; други писци поричу да разноврсна храна медитеранског басена уопште представља кухињу. Уобичајена дефиниција обухваћеног географског подручја, коју је предложила Дејвидова, прати простор на којем расту маслине.
Регион обухвата широку лепезу култура са различитим кухињама, посебно (идући у супротном смеру казаљке на сату око региона) магребску, египатску, левантинску, отоманску (турску), грчку, италијанску, француску (провансалску) и шпанску, мада неки аутори укључују додатне кухиње. Нарочито је португалска кухиња делимично медитеранског карактера.
Историјске везе унутар региона, као и утицај Средоземног мора на климу и економију региона, значе да медитеранске кухиње деле и друга јела, поред заједничке баље коју чине уље, хлеб и вино, као што су јагњеће или овчије печење, паприкаши од меса са поврћем и парадајзом (на пример, шпански андрајос), паприкаши од поврћа и слане сушене рибље икре, ботарга, која се налази широм региона. Алкохолна пића на бази аниса пију се у многим земљама широм Медитерана.
Кухиње овог подручја не треба мешати са медитеранском исхраном, која је постала популарна због здравствених бенефита, због исхране богате маслиновим уљем, пшеницом и другим житарицама, воћем, поврћем и одређеном количином морских плодова, као и смањеном употребом меса и млечних производа. Медитеранска кухиња обухвата начине на које се ови и други састојци, укључујући месо, припремају и третирају, без обзира да ли су здрави или не.

## Географија
Разни аутори су дефинисали оквир медитеранске кухиње или према географији или према састојцима који се користе у националним кухињама.
Елизабет Дејвид дефинише свој обим као „кување медитеранских обала“ и скицира географске границе:
| „ | од Гибралтара до Босфора, низ долину Роне, преко великих морских лука Марсеља, Барселоне и Ђенове, преко Туниса и Александрије, обухватајући сва медитеранска острва, Корзику, Сицилију, Сардинију, Крит, Кикладе, Кипар (где почиње да се осећа византијски утицај), на копно Грчке и много спорне територије Сирије, Либана, Константинопоља и Смирне. | ” |

Упркос овој дефиницији, књига се углавном фокусира на Шпанију, Француску, Италију и Грчку.
Она дефинише ову регију као коекстензивну, спрам простора где расту маслине: „те благословене земље сунца и мора и маслина“. Природна распрострањеност маслине ограничена ј факторима мраза и доступности воде. Стога је ограничен на мање или више уску зону око Средоземног мора, осим у Магребу и на Пиринејском полуострву, где је шире распрострањен, и на острвима Средоземног мора, где је распрострањен.
Туниски историчар Мохамед Јасин Есид на сличан начин дефинише регион присуством маслине, уз хлеб, пшеницу и грожђе као „основне производе медитеранске народне кухиње“:
| „ | Медитеранска кухиња је дефинисана присуством основних елемената за које се каже да играју важнију улогу од других, одражавајући заједницу веровања и пракси које превазилазе религије, језике, па чак и друштва. Дрво маслине, амблематично дрво на више од једног разлога, прати границе крајолика и живи са обе стране које почиње или се завршава Медитеран. Изнад Монтелимара, званог "Капија Провансе", налази се граница маслине. | ” |

Други аутори сумњају да постоји такво заједничко језгро Медитернаске кухиње:
Вера у заједничко језгро кухиње, које произилази из тврдње о „медитеранским“ језгру, основно је полазиште за текстове који описује кухињу Медитерана. Ипак, чини се да јединствени Медитеран постоји само издалека. Што се више приближавамо том заједничком језгру, то оно постаје мање видљиво, све док храна из Умбрије не почне да изгледа потпуно другачије од хране из Тоскане, а поређење било које од ових храна са храном из Грчке постаје апсурдно. Сама идеја о медитеранској целини—било да је то лук, маслиново уље и парадајз, или нека сасвим друга комбинација—подразумева не само заједничку историју, већ и уједињену историју, замишљени тренутак у којем је Медитеран представљао једну културу која се, током времена, као језик, разделила, гранила и процветала у дивљу разноликост савремене кухиње.
Неки писци укључују кухиње источнојадранске обале Далмације, албанску, црногорску и хрватску кухињу, док их већина аутора не помиње. Неки писци укључују и подручја која не излазе на Средоземно море или не производе маслина, укључујући српску, македонску и португалску кухињу.

## Кључни састојци
Есид примећује да постоји „тројство“ основних састојака традиционалне медитеранске кухиње као што су маслина, пшеница и грожђе, које дају уље, хлеб и вино. Археолог Колин Ренфру ове намирнице назива „медитеранском тријадом”.

### Маслина
Чини се да маслина потиче из региона Персије и Месопотамије, пре најмање 6.000 година. Одатле се проширила у оближња подручја, а култивише се од раног бронзаног доба (до 3150. године пре нове ере) у јужној Турској, Леванту и Криту. Десет земаља са највећим бербама (2011. године) су све близу Медитерана (Португал је десети по величини): заједно производе 95% светских маслина.
Маслина даје горке плодове, који су јестиви након сушења и ферментације, као и маслиново уље. Око 90% производње маслине (1996) одлази на маслиново уље. Медитерански регион представља највећу светску потрошњу маслиновог уља.

### Пшеница
Пшеница је припитомљена на простору Плодног полумесеца, у и око Леванта пре неких 10.000 година. Сорте од којих је настала модерна пшеница јесу дивља пшеница емер; ово је хибридизовано; ова сорта је посејано да би се створили домаћи сојеви са већим зрнима, са класовима који се мање ломи. Распрострањена је широм Медитерана, све до Шпаније до 5.000 година пре нове ере.
Пшеница је основна намирница у медитеранском региону. Пшенични хлеб је био од кључне важности у царству старог Рима, које је обухватало читав медитерански регион; у то време, пре око 2.000 година, северна Африка је била „житница“ царства. Остале главне медитеранске намирнице на бази пшенице укључују тестенину и гриз, као и кус-кус и булгур. Од њих се праве јела као што је грчки слаткиш галактобуреко. Распрострањено јело од пшенице од Турске и Леванта до Ирана и Индије је алва, посластица од заслађеног гриза са путером, млеком и пињола.

### Грожђе
Грожђе је култивисано између 7.000 и 4.000 година пре нове ере између Црног мора и Персије; Археолошки докази показују да се вино тамо производило 6.000 година пре нове ере, стигло је до Грчке и Крита у петом миленијуму пре нове ере и до Шпаније у последњем миленијуму пре нове ере. Винарство је почело у Италији у деветом веку пре нове ере, ау Француској око 600. године пре нове ере.
Грожђе се углавном узгаја ради прављење вина или сирћета као основних састојака медитеранске исхране, као и за сушење ради добијања сувог грожђа или за јело као стоно грожђе. Суво грожђе и сорте стоног грожђа користе се због лепог укуса.

## Историја
Концепт медитеранске кухиње је настао у скоријем временском периоду, вероватно датира из периода након објаве Дејвидове књиге A Book of Mediterranean Food  (1950). Ауторка књиге није користила тај израз, већ је користила медитеранске „храна“ или „кување““. Валидност овог концепта је спорна. Међу ауторима који користе „медитеранску кухињу” наизменично са „медитеранском храном” је и Керол Хелстоски, аутор књиге Култура исхране на Медитерану (2009). У предговору своје књиге она пише:
Медитернаска храна је изузетно популарна: паста, пица, кобасица, вино, гирос, кебаб и фалафел могу се наћи готово свуда. Стручњаци за храну и аутори куварских књига обожавају медитеранску кухињу. ...
Есид признаје да су „географске разлике и променљивост историје“ утицале на храну различитих медитеранских земаља, али ипак тврди да:
Правила за припрему и конзумацију хране су заједничка земљама које се граниче са Средоземљем. Ова правила пружају како стабилност и континуитет, тако и понављање специфичног обрасца исхране који одолева освајањима, инвазијама, колонизацијама, социјалним променама, индустријализацији и урбанизацији. Сходно томе, где год да кренете, у Јужној Европи или земљама које граниче са Јужним Медитераном, наћи ћете кухињу и гастрономске ритуале који су увек познати.
С друге стране, Сами Зубаида у својој књизи Culinary Cultures of the Middle East  (1994) тврди да:
Идеја о "стандардном Медитерану"... је савремена конструкција публициста на медитеранске теме и новинара у Европи и Северној Америци који озбиљно промовишу оно што се сада сматра здравом исхраном, позивајући се на стереотип здравог другог на обалама Медитерана. Њихови колеге у земљама у регији Медитерана су више него спремни да очувају овај мит. Чињеница је да Медитеран обухвата различите културе.
Публициста на тему кулинарства Клифорд А. Рајт је 1999. написао: „Заиста не постоји нешто што је 'медитеранска кухиња'. У исто време, чини се да знамо шта мислимо када користимо овај израз...“  Рајт је тврдио да је сама Дејвидова књига углавном била о специфичној француској медитеранској храни, истичући да „само 4 процента рецепата у књизи потиче из предела Северне Африке или Леванта“, тако да је фокус био на аспекту европске кухиње, углавном изостављајући блискоисточне кухиње.
Након периода рада Дејвидове, написане су разне књиге о медитеранској кухињи, укључујући Абу Шихабову књигу Медитернска кухиња објављену 2012;  Хелстоскијева књигу из 2009.; књиге других писаца: С. Роувову књигу Purple Citrus and Sweet Perfume: Cuisine of the Eastern Mediterranean  (2011); и Mediterranean Cookbook  Мари-Пјера Мојна (2014). Постоји много више кувара и куварских књига које обухватају специфичне кухиње у медитеранском подручју, као што је књига Б. Сантича The Original Mediterranean Cuisine: Medieval Recipes for Today (1995), са каталонским и италијанским рецептима; књига Х. Ф. Улмана (2006) о кулинарству Туниса, Шпаније, и Италије, свака од ових књига има поднаслов „Медитеранска кухиња“.

## Порекло
Састојци медитеранске кухиње су у великој мери другачији од састојака коришћених у кухињама простора северне Европе; користи се маслиново уљем уместо путера и вино уместо пива. Листа коришћених односно доступних намирница се мењала током векова. Једна велика промена било је увођење многих намирница, што су на пример урадили Арапи у Португалу, Шпанији и Сицилији у средњем веку. Те намирнице су укључивале врсте патлиџана, спанаћ, шећерну трску, пиринач, кајсије и цитрусе, чиме је створена препознатљива кулинарска традицију Ал Андалуза.
Још једна велика промена била је почетак коришћења намирница пореклом из Америке у раном модерном добу (око шеснаестог века), и то посебно увођење кромпира у северноевропску кухињу као и усвајање парадајза као дела медитеранске кухиње. Парадајз, који је сада централно важна намирница у тој кухињи, први је у штампи описао Пјетро Андреа Матиоли 1544. године. Слично томе, шпански и португалски истраживачи су из Америке донели многе врсте пасуља (Phaseolus) који се сада користе широм Медитерана, укључујући P. vulgaris.

## Спремање хране
Дејвидова идентификује „елементе који се стално појављују“ у кухињи овог пространог региона: маслиново уље, шафран, бели лук, „оштра“ локална вина, као и биље „ароматичног мириса“, посебно рузмарин, дивљи мажуран и босиљак, и јарке боје свеже хране као што су „пиментос, патлиџан, парадајз, маслине, диње, смокве“ и „сјајна риба, сребрна, црвена или тиграста“.Кухиња укључује сиреве од „овчијег или козјег млека“, „смирненске смокв“ и „делове пасте од кајсије која се раствара у води да би се направило освежавајуће пиће“.
Одређени производи, као што су маслиново уље, хлеб, вино, јагњеће печење или овчетина. Морски плодови, укључујући ораде и лигње, једу се, често у чорби, пуњени или пржени, у шпанским, француским и италијанским јелима. Упркос томе, међутим, земље које се граниче са Средоземним морем имају различите регионалне кухиње, од Магреба, Леванта и Отоманске до италијанске, француске и шпанске. Сваки од њих има варијације зависно од земље или области.

### Магреб
Медитеранска кухиња региона Магреба обухвата кухиње Алжира, Либије, Марока и Туниса. Једно од најкарактеристичнијих јела овог краја је кус-кус, парени, ситнозрни пшенични гриз, који се служи уз чорбу. Ово је античко јело, помиње средњовековни путник Ибн Батута, и налази се на пример и у западносицилијанској кухињи, посебно у провинцији Трапани, где је поново почело да се спрема након 1600.
Један гулаш који се некада служи са кус-кусом је марокански тажин; ово је издашно, помало суво јело чији су главни састојци месо и поврће, полако се кува у лонцу (који се назива тажин) са високим конусним поклопцем. Јела из региона Магреба у северној Африци често су обојена и зачињена мешавином љутих зачина хариса и рас ел ханут (који садрже зачине као што су ким, коријандер, шафран, цимет, каранфилић, чили и паприка). Друге карактеристичне ароме за кухиње региона Магреба су конзервирани лимуни, суве кајсије и суво грожђе.

### Египат
Египатска кухиња има древне корене. Постоје докази да се, на пример, сир прави у Египту од најмање 3.000 година пре нове ере. Фалафел је мали пржени крокет од брашна од пасуља или леблебија, који се тренутно такође једу широм Леванта и Запада, али потичу из периода када су Римљани владали Египтом; коптски хришћани га сматрају својима. Дука је умак од биља, лешника и зачина, који се једе са хлебом. Кушари је веганско јело од пиринча, сочива и тестенине, различито украшено; испрва је било храна за сиромашне али је временом постало национално јело.

### Левант
Међу најизразитијим јелима ове кухиње су традиционално мезе, као што су табуле, хумус и баба гануш. Табоуле је јело од булгура са парадајзом, першуном, наном и луком, зачињено маслиновим уљем и лимуновим соком. Баба гануш, који се понекад назива и кавијаром сиромаха, је пире од патлиџана са маслиновим уљем, често др меша са сецканим луком, парадајзом, кимом, белим луком, лимуновим соком и першуном. Јело је популарно широм источног Медитерана и северне Африке.
Фул медамес је настало у Египту и тамо се сматра за национално јело. Састоји се од боба са уљем и кимом; популарно је широм Леванта. Јело је потенцијално античких корена: сушени пасуљ из неолита пронађен је у близини Назарета у Израелу.

### Турска
Из османске кухиње је настала кухиње модерне Турске, делова Балкана, Кипра и Грчке. Карактеристично јело турске кухиње је бурек. Бурек се праве од танких листова фило пецива, пуњених мешавинама као што су месо, карамелизовани лук и слатка паприка.
Још једно распрострањено и популарно јело је мусака, печено јело од патлиџана или кромпира са разним другим састојцима: често млевеним месом и парадајзом, понекад слој креме од јаја или бешамел соса на врху. У својој грчкој варијанти, добро познатој и ван региона, укључује слојеве патлиџана и млевеног меса са кремом или бешамел сосом на врху, али та верзија је релативно скорашња иновација, коју је увео кувар Николаос Целементес 1920-их.

### Грчка
У грчкој кухињи се обимно користи поврће, маслиново уље, житарице, риба, вино и месо (бело и црвено, укључујући јагњетину, живину, зеца и свињетину). Остали важни састојци су маслине, сир, патлиџан, тиквице, лимунов сок, поврће, зачинско биље, хлеб и јогурт. Нека јела која се могу пратити до времена античке Грчке су: супа од сочива, фасолада, рецина (бело или розе вино са укусом борове смоле) и пастели (сусам печено са медом); јела из хеленистичког и римског период укључују: луканико (сушена свињска кобасица); и јела из периода Византије: фета сир, авготарајо (ботарга) и пакимадија (двопек). Лакерда (укисељена риба), сир мизитра и десерти као што су диплес, кулуракија, мусткулура и меломакароно такође датирају из византијског периода, док разноврсност различитих пита вероватно датира из античких времена. Велики део грчке кухиње део је шире традиције отоманске кухиње, а називи јела откривају арапске, персијске или турске корене: мусака, цацики, јуварлакија, кефтес и тако даље. Називи многих јела вероватно су ушли у грчки речник током османског времена или раније у контакту са Персијанцима и Арапима. Међутим, нека јела могу бити преосманска, пошто тек касније добијају турске називе; историчари хране Џон Еш и Ендрју Далби, на пример, спекулишу да су долмаде од листова грожђа прављене у раном византијском периоду, док Алан Дејвидсон повезује трахану са старогрчким трагосом и скордалију до староатинског скороталмија.

### Балкан
Дејвидова је једва поменула Балкан, изузев Грчке, наводећи само да су јогурт и мусака распрострањени у региону. Неки аутори попут Пауле Волферт дају неколико рецепата из Далмације, од којих су поједини отомански.

### Италија
Медитеранска италијанска кухиња обухвата већи део Италије, изузев севера и планинских унутрашњих региона. То је разноврсна кухиња али међу њеним најпознатијим и најкарактеристичнијим јелима су пице у напуљском и сицилијанском стилу, као и јела што су шпагети и рижото.
Рижото је јело направљено од италијанског пиринча, који је и веома упијајућ и не претварао се лако у густу смешу када се кува и зачини луком и белим луком, куваним на путеру. У књизи о италијанској регионалној кухињи списатељице Ане Гозети дела Салде наводи 37 рецепата за рижото, од којих 18 из Венета. Варијације између  рижота из регије Венето заснива се на укључивања различитих састојака: рибе и белог вина; пилетине; јегуље; печурке и ренданог пармезана; препелице; малих комада говедине; тиквица; шкољки; рагуа; пасуља; дагњи; козица; сипа; и шпаргли.
Пица је танко развијено тесто, које се разликује од места до места, али је генерално много једноставније од пица спремљених на енглеском говорном подручју. Иако садржај односно састојци италијанских пица могу доста да варирају, у зависности од редоследа, у најригорознијој традицији напуљске кухиње постоје само две варијанте: пице маргерита и маринара.
Јела од шпагета се такође разликују, од једноставних јела са маслиновим уљем и белим луком до јела са разним пелатима и зачинима.

### Француска
Медитеранска француска кухиња укључује припрему јелате региона Провансе, Окситаније и острва Корзика. Препознатљива јела која користе локалне састојке укључују бујабез и никоаз салату.
Бујабез је јело из француске луке Марсеј, главног града Провансе. У питању је чорба за најмање осам људи, јер би требало да садржи много врста риба као што су рак, гурнард, грдобина, угора, белац, бранцин, рак и неколико других. Оне се кувају са медитеранским поврћем и зачинским биљем, односно црним луком, белим луком, парадајзом, тимијаном, коморачем, першуном, ловором и кором поморанџе.
Салата никоаз се састоји од парадајза, туњевине, тврдо куваних јаја, никоаз маслина и сарделе, заливена винегретом.

### Шпанија
Разноврсна шпанска медитеранска кухиња обухвата регионалне кухиње Андалузије, Мурсије, Каталоније, Валенсије и Балеарских острва.
Каталонска кухиња се развијала вековима, од античких времена у културном контексту различитом од оног у другим деловима Шпаније. Настала је из кухиње Римљана, који су окупирали Иберију скоро 700 година, све до друге половине 5. века. Каталонска кухиња је софистицирана кухиња са сопственим методама и рецептима, на коју су утицали маварска, француска и италијанска кухиња. У каталонској кухињи се користи опсег намирница попут других медитеранских кухиња као што су: хлеб и вино, свеже зачинско биље и воће, маслиново уље, бели лук, парадајз, паприка, лук, риба и шкољке, пиринач, тестенина, кобасице, сочиво, сланутак и орашасти плодови, укључујући лешнике, бадеме, и пињоле.
Паеља је карактеристично шпанско јело, пореклом из Валенсије, које се рано ширило у Каталонију и Мурсију дуж шпанске обале Медитерана. Долази у више верзија и може да садржи мешавину пилетине, свињетине, зеца или шкољки, пржених на маслиновом уљу у великом плитком тигању, са поврћем и обично пиринчем округлог зрна (често од локалне албуфере, аррос бомба, сениа сорте или слично) кувано да упије воду и обојено шафраном. Јело се може употпунити срцима од артичоке, грашком, слатким паприкама, лимским пасуљем, боранијем или кобасицама.

### Португал: делимично медитеранска кухиња
Португал лежи на Атлантику а не на Медитерану, али је у медитеранском басену, који карактеришу маслињаци и медитеранска клима, изузев појаса обала Атлантика. Португалска кухиња је такође делом медитеранска; користи се уобичајен трио главних састојака медитеранске кухиње: хлеб, вино и маслиново уље, али у португалској кухињи су присутне делом и немедитеранске, атланске традиције, што укључује јела као што су пиринач са морским плодовима (arroz de Marisco), шкољке, лигње (lulas grelhadas), и бакалхау, увезени осољени бакалар. У португалској кухињи су присутна и многа јела од меса, од пилетине, свињетине и зечетине. Остали главни састојци су лук, бели лук, ловоров лист, слатка паприка, каранфилић и ћоризо кобасица. Поврће коришћено у португалској кухињи укључује парадајз, уобичајен у медитеранској кухињи, као и кељ, шаргарепу и пасуљ. Слатка јела су најчешће pastéis de nata, колачи са кремом од циметом. Португал производи броја црвена вина, као што је Алентејо.

## Пића
Анис се користи широм Медитерана за ароматизацију различитих традиционалних алкохолних пића, укључујући:
- француски пастис и апсинт[77]
- грчки узо
- италијанска самбука
- шпански анисадо
- ракија на Балкану
- арак на Леванту
- алжирски анисадо кристал[78]

## Медитеранска исхрана
Медитеранска исхрана, популаризована 1970-их, за инспирацију је имала кухињу Грчке, посебно Крита, као и југа Италије раних 1960-их. Америчко удружење за дијабетес пише о „медитеранском стилу исхране”, помињући „традиционални медитерански начин живота ... да ... здраво једемо ... скупа са породицом и пријатељима”, и тврдећи да је „медитеранска кухиња заснована на намирницама биљног порекла”, наводе се састојци „цела зрна, воће, поврће, биље и зачини, пасуљ, ораси, семенке и маслиново уље“, и наводи се да је већина намирница „у медитеранској исхрани биљног порекла“.
Од када је Дејвидова писала о медитеранској храни 1950. године и од када су истраживачи исхране 1950-их показали да људи широм Медитерана имају мање коронарне болести срца, у поређењу са народима Северне Европе, традиционални медитерански начин живота и исхрана су се променили. Повећана акумулација богатства и свакодневни стрес навели су људе да једу више меса и мање поврћа; исхрана људи који живе у медитеранском простору постаје све више налик на северноевропску, са више хране која се лако спрема односно са мање хране која доприноси превентивном спречавању кардиоваскуларних болести.
У 2013. години, „медитеранска исхрана“, за коју је наведено да обухвата „вештине, знања, ритуале, симболе и традиције у вези са усевом, жетвом, риболовом, сточарством, конзервацијом, прерадом, кувањем, а посебно дељењем и конзумацијом хране“ Медитеранског басена, уписано је на Унескову Репрезентативну листу нематеријалног културног наслеђа човечанства.